# Rankins Springs
Rankins Springs is een plaats in de Australische deelstaat New South Wales.